# مدفع مارك 6 عيار 45/16 إنشا
مدفع عيار "45/16 مارك 6 (بالإنجليزية: 16"/45 caliber Mark 6 gun)، هو مدفع بحري، صممته بحرية الولايات المتحدة في 1936 من أجل معاهدة لندن البحرية الثانية. تم تقديمه لأول مرة عام 1941 على متن فئة بوارج نورث كارولينا، مستبدلاً المدفع عيار "50/14 مارك بي، واستخدم أيضاً في فئة داكوتا الجنوبية. حملت هذه البوارج تسعة مدافع، ثلاثة مدافع على برج. كان مدفع مارك 6 تطويراً للمدفع "45/16 والذي استعمل على متن فئة كولورادو، وسلف المدفع عيار "50/16 مارك 7 المستخدم على متن فئة آيوا.

## الوصف
يعتبر مدفع 45/16 كان نسخة مطورة للمدفع مارك 5 المركب على بوارج من فئة كولورادو، بحد وزن أدنى للقذيفة 1020 كغم وبمدى يصل 32 كم بحد ارتفاع أدنى 30 درجة. كان التغيير الرئيسي في مدفع مارك 6 عن النسخ السابقة هو قدرته على إطلاق قذائف خارقة للدروع زنة 1200 كغم، طورت من مكتب الذخائر. في شحنتها الكاملة تنطلق القذيقة الثقيلة من فوهة المدفع بسرعة تبلغ 700متر/ثانية، وفي شحنتها الأقل تنطلق القذيفة بسرعة تبلغ 550متر/ثانية.